# Kurzpartie
Eine Kurzpartie (auch „Miniaturpartie“ genannt) ist eine Schachpartie, die in nur wenigen beziehungsweise relativ wenigen Zügen entschieden wurde. Sammelwerke mit Kurzpartien – wie zum Beispiel der Klassiker von Kurt Richter (666 Kurzpartien) –  enthalten Partien mit bis zu 20 Zügen (oder etwas mehr). Sie gelten als hohe Schule der Schachtaktik und sind besonders lehrreich für Anfänger.
Bekannte Fälle sind das Narrenmatt (Matt in 2 Zügen), Schäfermatt (Matt in 4 Zügen), Seekadettenmatt (Matt in 7 Zügen) und die partie de l’opéra (Matt in 17 Zügen).
Der deutsche Schachgroßmeister Helmut Pfleger merkte zu den Kurzpartien an: „Nichts ist schöner als der Sieg eines Underdogs gegen einen übermächtigen Gegner, zumal wenn dies noch unter Blitz und Donner in einer Kurzpartie geschieht.“